# Gut Veerßen
Das Gut Veerßen ist ein Rittergut der Herren von Estorff, das 1508 anstelle der benachbarten Ottenburg gegründet wurde. Es liegt am Westrand des Ortsteils Veerßen der ostniedersächsischen Kreisstadt Uelzen.

## Geschichte

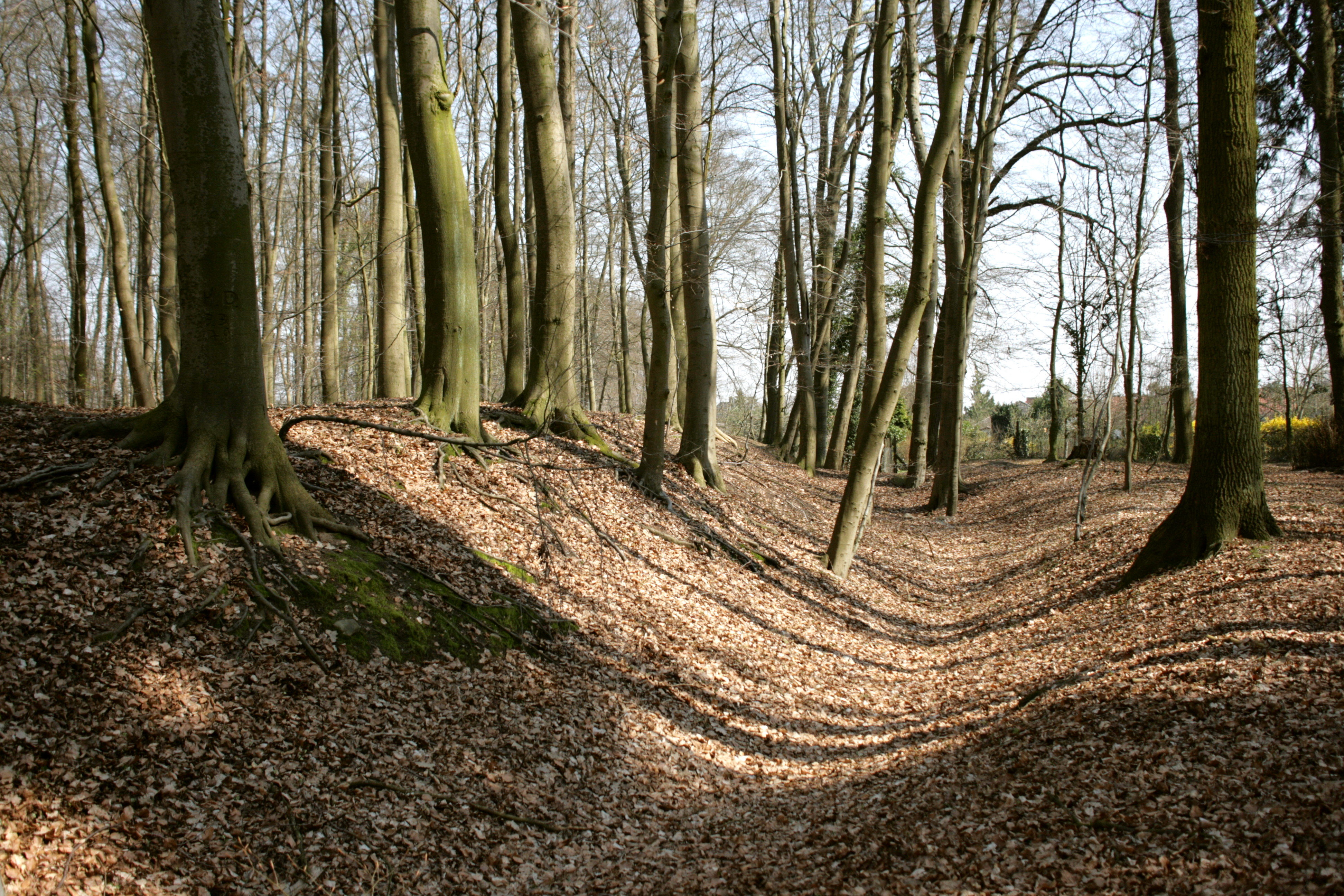
Wall und Graben der Ottenburg

Im 13. Jahrhundert gehörte den Herren von Hitzacker das Dorf Veerßen samt einem Hof und der Ottenburg. 1292 veräußerten sie alles an die Herren von Estorff, die 1297 von den Grafen von Schwerin mit den Gütern belehnt wurden. Nach dem Aussterben des Grafengeschlechts um 1350 wurde die Burg zum allodialen Eigengut der Estorff. Aufgrund eines Streits um Besitztümer wurde sie 1483 von den Herren von Knesebeck und dem mit diesen verbündeten Bischof von Havelberg erfolglos belagert. Zwei Jahre später gelang ein erneuter Versuch der Eroberung aufgrund der Abwesenheit der Burgherren während einer Hochzeit. Die Burg wurde niedergebrannt und nicht wieder aufgebaut. Die Herren von Estorff errichteten 1508 ein neues Wasserschloss 100 m weiter nördlich und blieben bis heute Besitzer des Gutes. Um 1700 brannte das Schloss nach einem Blitzschlag ab und wurde durch das heutige Herrenhaus ersetzt. Dabei wurde der Wassergraben größtenteils zugeschüttet.

## Beschreibung
Die Ottenburg liegt auf dem Otternberg innerhalb des Geländes von Gut Veerßen. Die Burg zeichnet sich als Wall-Graben-Befestigung von leicht trapezoider Form mit abgerundeten Ecken im Gelände ab. Ihre Länge beträgt ca. 150 m, ihre Breite ca. 100 m. Die Breite des Walls beträgt ca. 5,0 m, die Höhe noch ca. 1,6 m. Der Graben ist max. 6,0 m breit und 1,5 m tief. Die ehemalige Existenz einer heute verschwundenen Vorburg lässt sich aus dem Bericht über die Belagerung 1485 entnehmen. 
Das Wasserschloss aus dem Anfang des 16. Jhs. ist 1654 auf einem Stich von Merian dargestellt worden. Demnach bestand es aus drei Flügeln mit Fachwerkoberbau, die auf Steinsockeln in einem Hausteich standen. Über eine Zugbrücke gelangte man zu einer Tordurchfahrt im mittleren Gebäude. Darüber hinaus sind keine Wehrelemente dargestellt. 
Das heutige Herrenhaus besteht aus einem zweistöckigen Fachwerkbau mit Krüppelwalmdach, hinter dem noch Reste des Wassergrabens erhalten sind.